# 佐久間曻二
佐久間 曻二（さくま しょうじ、1931年11月23日 - ）は、日本の実業家。WOWOW代表取締役会長兼最高経営責任者などを務め、経営危機にあった同社の再建を行った。

## 来歴・人物
新潟県上越市で5人兄弟の末っ子として生まれる。実家は酒屋。1950年新潟県立高田高等学校卒業。1956年大阪市立大学大学院経営学研究科修了、松下電器産業（現パナソニック）入社。1980年経営企画室長。1983年取締役昇格。1987年から副社長を務めたが、ナショナルリース不正融資事件で1992年参与に降格。
再建者を探していた中山素平からの打診を受けた山下俊彦の紹介で、1993年から日本衛星放送（現WOWOW）代表取締役社長を務め、債務超過状態にあった同社の再建を行った。2001年代表取締役会長兼最高経営責任者。2003年代表取締役会長。2006年取締役相談役。2007年相談役。2011年名誉顧問。2008年ぴあ取締役。
2005年11月旭日中綬章受章。

## 著書
- 『「知恵・情熱・意志」の経営』ダイヤモンド社 2005年
- 『Panasonicの祖松下幸之助から教わった「経営理念を売りなさい」』講談社 2009年
- 『佐久間曻二オーラル・ヒストリー』法政大学イノベーション・マネジメント研究センター 2010年
- 『イノベーションは「3+7の物語」で成功する』PHP研究所 2016年